# Elina Duni
Pour les articles homonymes, voir Duni.
Elina Duni est une chanteuse de jazz helvético-albanaise, née en mars 1981 à Tirana, et installée en Suisse depuis 1992.
Son répertoire mêle, interprétés avec un parti-pris d'extrême sophistication, des traditionnels des Balkans à des standards des chansons anglo-saxonnes et françaises (Avec le temps, La Javanaise...)

## Biographie
Elina Duni est née en Albanie en 1981, pays alors sous régime communiste, dans une famille d'artistes et intellectuels : sa mère Bessa Myftiu et son grand-père Mehmet Myftiu sont écrivains, son père Spiro Duni est acteur et metteur en scène.
Elle fait ses tout premiers pas sur scène à l'âge de cinq ans comme chanteuse, puis commence l'étude du violon. De 1986 à 1991 elle participe à plusieurs festivals et chante pour la radio-télévision nationale albanaise.
En 1992, après la chute du régime, elle quitte l'Albanie et s'installe avec sa mère à Lucerne puis à Genève. Elle fait ses études au collège De Saussure et parallèlement suit les cours du conservatoire de musique de Genève. Après son diplôme en 2000, elle participe à plusieurs projets de cinéma, théâtre et jazz en Albanie et en Suisse.
Entre 2004 et 2008 Elina Duni étudie le chant et la composition à la Haute école des arts de Berne, où elle intègre le département jazz. Elle crée alors le Elina Duni Quartet avec Colin Vallon (de) (piano), Patrice Moret (basse), et Norbert Pfammatter (batterie), dont les thèmes développent un retour à ses sources musicales, combinaisons d'airs inspirés du répertoire traditionnel albanais et de jazz. Ses textes sont chantés en bulgare, roumain, turc, rom, grec, albanais et anglais.
En 2008 sort son premier album, Baresha, suivi d'une tournée dans les festivals de jazz européens (Suisse, Allemagne, France et Balkans). En 2010 paraît son deuxième album, Lume, Lume. En 2011 Elle participe à l'album Melanchology du pianiste André Manoukian. Elle joue également au sein du groupe synthpop albanais Retrovizorja.
Elina Duni vit actuellement à Zürich.[réf. nécessaire]

## Discographie
- 2008 : Baresha, Elina Duni Quartet, Meta Records
- 2010 : Lume, Lume, Elina Duni Quartet, Meta Records (ffff Télérama[1])
- 2012 : Matanë Malit, Elina Duni Quartet, ECM (ffff Télérama[2])
- 2015 : Dallëndishe , Elina Duni Quartet, ECM/Universal[3]
- 2020 : Lost Ships, with Rob Luft, ECM[4]
- 2023 : A Time to Remember, ECM

## Récompenses
- 2005 : Prix spécial du jury à Tirana pour l'album Lakuriq avec le groupe Retrovizorja
- 2007 : Lauréate de la bourse Friedl Wald
- 2008 : Prix Coup de cœur 2008 du comité de musique du canton de Berne
- 2008 : Bourse d'études de l'université des arts de Berne meilleur espoir
- 2009 : Prioritären Jazzförderung (Encouragement prioritaire du jazz) 2010-2012 de la fondation Pro Helvetia